# タイット・フレッチャー
タイット・フレッチャー（Tait Fletcher、1971年2月7日 - ）は、アメリカ合衆国の俳優兼スタントマン。UFC出身の総合格闘家。

## 経歴
ロサンゼルス出身。
フレッチャーはUFCの過去において、6戦4勝2敗0引き分けとなった。

## フィルモグラフィー

### 映画
- 『LOCKDOWN ロックダウン』ジョン・ラッセルホップ監督（2000）
- 『プリズン・サバイブ』リック・ローマン・ウォー監督（2008）
- 『ジョナ・ヘックス』ジミー・ヘイワード監督（2010）
- 『フライトナイト/恐怖の夜』クレイグ・ギレスピー監督（2011）
- 『The Reunion』Michael Pavone監督（2011）
- 『ネイビーシールズ: チーム6』ジョン・ストックウェル監督（2012）
- 『ラストスタンド』キム・ジウン監督（2013）
- 『ローン・レンジャー』ゴア・ヴァービンスキー監督（2013）
- 『2ガンズ』バルタザール・コルマウクル監督（2013）
- 『なんちゃって家族』ローソン・マーシャル・サーバー監督（2013）
- 『沈黙の処刑軍団』キオニ・ワックスマン監督（2013）
- 『荒野はつらいよ ～アリゾナより愛をこめて～』セス・マクファーレン監督（2014）
- 『トランセンデンス』ウォーリー・フィスター監督（2014）
- 『イコライザー』アントワーン・フークア監督（2014）
- 『ジョン・ウィック』チャド・スタエルスキ＆デヴィッド・リーチ監督（2014）
- 『ボーダーライン』ドゥニ・ヴィルヌーヴ監督（2015）
- 『デッド・オア・ラン』Peter Billingsley監督（2015）
- 『ジュラシック・ワールド』コリン・トレヴォロウ監督（2015）
- 『バッドガイズ!!』ジョン・マイケル・マクドナー監督（2016）
- 『ゲット・ア・ジョブ 〜僕たちの就職戦線』Dylan Kidd監督（2016）
- 『ブラッド・ファーザー』ジャン＝フランソワ・リシェ監督（2016）
- 『ザ・コンサルタント』ギャヴィン・オコナー監督（2016）
- 『ジュマンジ/ウェルカム・トゥ・ジャングル』ジェイク・カスダン監督（2017）
- 『Wild Woman』ニック・キング監督（2017）
- 『14 Cameras』Seth Fuller & Scott Hussion監督（2018）
- 『プロジェクト・パワー』（2020）アリエル・シュルマン & ヘンリー・ジュースト監督
- 『フリー・ガイ』（2021）ショーン・レヴィ監督
- 『炎のデス・ポリス』（2021）ジョー・カーナハン監督
- 『ザ・ハーダー・ゼイ・フォール: 報復の荒野』（2021）Jeymes Samuel監督
- 『ザ・コントラクター』（2022）Tarik Saleh監督

### テレビ
- 『Wildfire』 - TVシリーズ、シーズン1x09（2005）
- 『ザ・プロテクター/狙われる証人たち』 - TVシリーズ、シーズン2x06（2009）
- 『Scoundrels』 - TVシリーズ、シーズン1x03（2010）
- 『ブレイキング・バッド』 - TVシリーズ、5話（2013）
- 『NCIS:LA 〜極秘潜入捜査班』 - TVシリーズ、シーズン5x13（2014）
- 『フロム・ダスク・ティル・ドーン ザ・シリーズ』 - TVシリーズ、シーズン1x09（2014）
- 『ザ・ラストシップ』 - TVシリーズ、シーズン2x10（2015）
- 『ハンド・オブ・ゴッド』 - TVシリーズ、シーズン1x05（2015）
- 『コード・ブラック 生と死の間で』 - TVシリーズ、シーズン1x07（2015）
- 『Where Are They Now?』 - TVシリーズ、シーズン1x01（2016）
- 『ジャン＝クロード・ヴァン・ジョンソン』 - TVシリーズ、シーズン1x01（2016）
- 『ウエストワールド』 - TVシリーズ、シーズン1x03（2016）
- 『Graves』 - TVシリーズ、シーズン1x03（2016）
- 『フィアー・ザ・ウォーキング・デッド』 - TVシリーズ、シーズン3x04（2017）
- 『Midnight, Texas』 - TVシリーズ、シーズン1x01（2017）
- 『Ryan Hansen Solves Crimes on Television』 - TVシリーズ、シーズン1x01（2017）
- 『ザ・ブレイブ:エリート特殊部隊』 - TVシリーズ、シーズン1x07（2017）
- 『Waco』 - TVシリーズ、5話（2018）